# Noa Kirel
Noa Kirel (en hébreu : נועה קירל, née le 10 avril 2001) est une chanteuse, actrice et animatrice de télévision israélienne. Elle a remporté les MTV Europe Music Awards 2017 pour le meilleur acte israélien entre 2017 et 2020,. Elle a représenté Israël  au  concours Eurovision de la chanson 2023 au Royaume-Uni avec sa chanson « Unicorn » et a fini en troisième position derrière la Suède et la Finlande. 

## Biographie
Noya (plus tard Noa) Kirel est née à Ra'anana de parents nés en Israël d'origine juive ashkénaze (juive autrichienne) et juive séfarade (juive marocaine). Elle est la plus jeune enfant d'Amir et Ilana Kirel et a deux frères aînés. Son père est le PDG de Glassco Glass, une entreprise de verre importé dont le siège est situé dans le parc industriel de Barkan. Du côté de son père, Kirel a des proches qui ont été tués pendant la Shoah.
Son prénom était Noya à la naissance, mais après avoir reçu un diagnostic de maladie rénale grave à l'âge de trois mois, un rabbin a suggéré à ses parents de changer son nom en Noa, afin qu'elle puisse se déplacer (« Noa » s'épelle aussi « mouvement » en hébreu) au fur et à mesure qu'elle grandissait. Le rabbin a également prédit qu'elle deviendrait danseuse.
En mars 2020, Kirel a été enrôlé dans les Forces de défense israéliennes (FDI) et a servi dans une fanfare militaire. Elle a terminé son service en février 2022.

## Carrière musicale
Kirel est apparue dans la série documentaire Pushers de HOT, qui suit les parents qui poussent leurs enfants à réussir dans différents domaines. L'émission mettait en vedette Kirel et son père, qui soutenait financièrement sa carrière dans le divertissement. Kirel est managée en Israël par Roberto Ben-Shoshan et co-managée par Sharona Nomder (Morse Artists) à l'international.

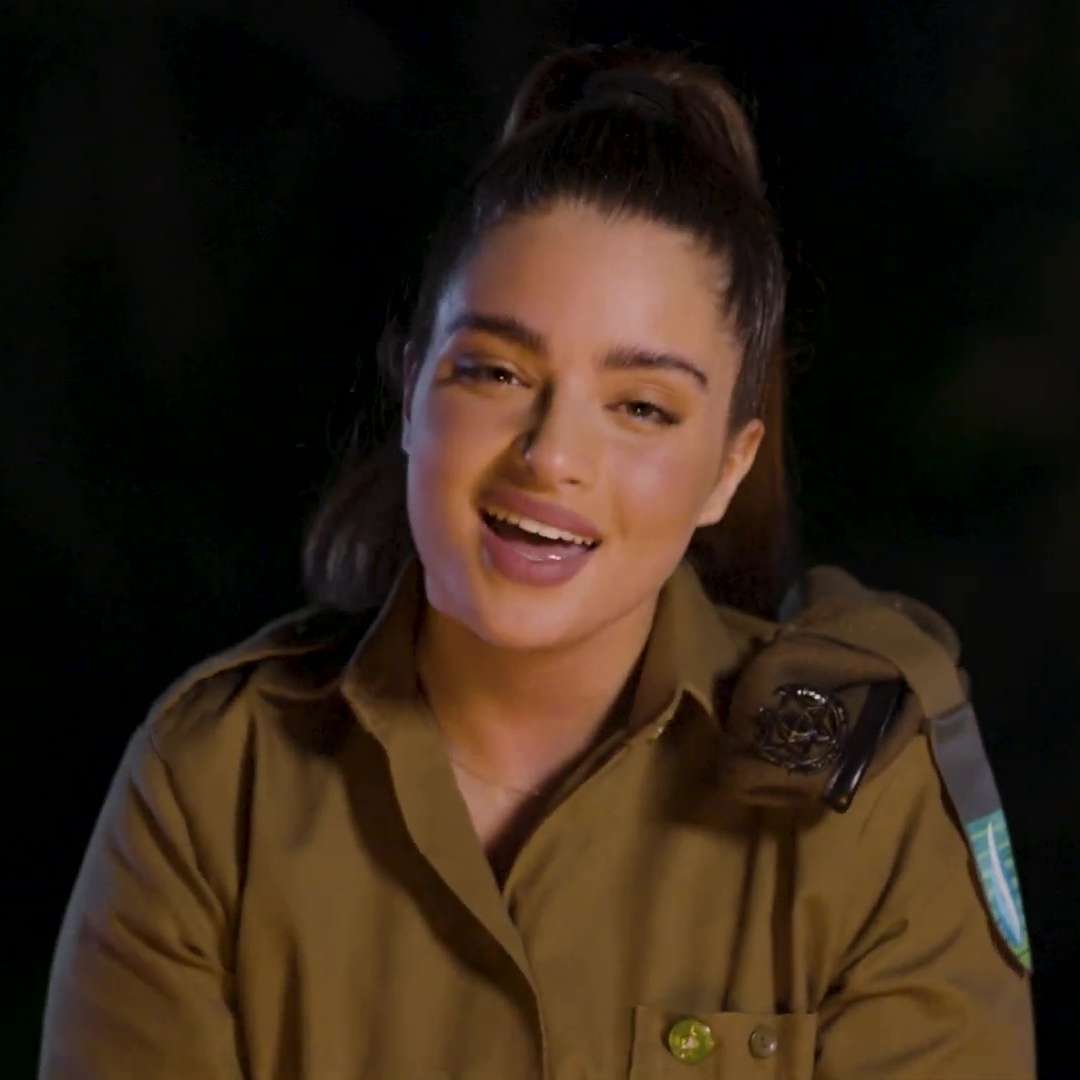
Noa Kirel en tant que soldat de la fanfare militaire des Forces de défense israéliennes en 2021.

En 2015, elle a interprété sa première chanson sur YouTube intitulée Medabrim?. À la suite de son succès, cette année-là, elle sort une autre chanson intitulée Killer. Le clip vidéo provocateur de la chanson a fait sensation en raison du jeune âge de Kirel. Elle a sorti des chansons supplémentaires, qui ont été présentées sur YouTube et diffusées sur diverses stations de radio israéliennes, y compris les chansons Yesh Be Ahava, qui a été la première chanson à entrer dans la playlist Galgalatz, Rak Ata, Hatzi Meshuga, Bye Lahofesh et Ten Li Siman. Fin 2016, elle remporte le prix « Chanteur de l'année » lors de la cérémonie des élus des enfants. Le 26 février 2017, Kirel a commencé à animer le programme musical Lipstar sur la chaîne kidZ, aux côtés de Sagi Breitner. En mai 2017, elle a sorti une chanson intitulée Makom Leshinuy qu'elle a chantée en duo avec Avior Melasa qui a même écrit et composé la chanson. Kirel a sorti plusieurs autres chansons au cours de l'année qui étaient toutes des singles marketing: Lirkod, Kimeat Meforsemet, Wow, Mi Yiten Li Et Ha'Koach. Le 22 juin, elle a joué dans le teen movie Nearly Famous, aux côtés d'Omer Dror. La même année, elle est également apparue dans la production théâtrale Les Trois Mousquetaires aux côtés d'Omer Dror. Le 28 août, Kirel sort un single qu'elle interprète avec Agam Bohbut, une reprise de la chanson de Danny Sanderson ; Etzel Ha'Doda ve Ha'Dod, dans le cadre d'une campagne pour Bezeq. En novembre 2017, elle représente Israël aux MTV Europe Music Awards, dans la catégorie « Artiste internationale ».
En janvier 2018, elle a joué dans la série télévisée Kfula jouant son propre rôle et Kitty Popper (Libby Omer), une blogueuse qui écrit tout ce qui lui arrive. La série a été diffusée sur la chaîne KidZ sur yes et HOT. Le 18 février, elle est apparue dans Israel's Got Talent en tant que juge. Le 25 mars 2018, elle sort le single Megibor Le'Oyev. Le 1er mai de cette année-là, elle est apparue dans la série Shilton Ha'Tzlalim en tant que Basemet. Le 9 août, un spectacle de production théâtrale Kfula mettant en vedette Kirel et les stars de la série Kfula a ouvert ses portes à Menora Mivtachim Arena. Le 20 août, la chanson thème de la production #Freestyle Festigal est sortie. Début septembre 2018, un long métrage est sorti pour promouvoir le spectacle. L'émission s'est déroulée du 13 novembre 2018 au 8 janvier 2019. Le 5 septembre, Kirel figurait dans la chanson Cendrillon de The Ultras. Le 20 septembre, elle a collaboré avec Ma Kashur Trio et Itai Levy sur une nouvelle reprise de la chanson Siba Tova d'Arik Sinai, Hine Ze Ba, pour une campagne HOT. En octobre, Kirel a été sélectionné pour la deuxième fois pour représenter Israël aux MTV Europe Music Awards mais n'a pas pu assister à la cérémonie en Espagne en raison d'un calendrier serré. Ce mois-là, Kirel a été embauchée comme présentatrice pour une nouvelle société de cosmétiques, Keff. Le 2 novembre, elle sort le morceau Zikaron Yashan en collaboration avec le chanteur israélien Jonathan Mergui, dans le cadre du Festigal . Le 11 novembre, le casting du Festigal 2018, dont Kirel, a sorti la chanson originale Tinshom avec un clip vidéo. Le 23 novembre, elle a participé à un hommage commémoratif à Amir Fryszer Guttman. En décembre 2018, Kirel a mené une campagne avec la chaîne KidZ et l'Autorité Nationale Israélienne de la Sécurité Routière promouvant le port du casque à vélo. En mai 2020, elle a participé à une publicité yes. En novembre 2020, Kirel a rejoint 39 autres artistes israéliens pour le single caritatif Katan Aleinu afin de soutenir les hôpitaux luttant contre la pandémie de COVID-19.
En juin 2020, Noa signe un contrat avec le label américain Atlantic Records. En décembre de cette année-là, Kirel a signé avec WME.
En mars 2021, il a été annoncé que Kirel jouerait dans un long métrage produit par Picturestart. En mai 2021, Kirel en collaboration avec le chanteur israélien Omer Adam, a sorti une version remixée de l'hymne national de l'état d'Israël, Hatikvah. La collaboration a été critiquée, beaucoup la qualifiant de « irrespectueuse » et « embarrassante ». En l'honneur du mois des fiertés LGBTQ, Kirel et le comédien israélien Ilan Peled ont sorti le single Trilili Tralala, le single a remporté le statut d'hymne gay en Israël et a atteint le numéro deux du classement des singles israéliens de Media Forest lors de sa sortie.
Le 14 juillet 2021, elle sort son premier single international, Please Don't Suck. Le 15 octobre 2021, elle sort le single Bad Little Thing qu'elle interprète également lors de la cérémonie de Miss Univers 2021,.
Le 12 janvier 2022, elle sort le single Thought About That.
Le 11 juillet 2022, elle a été choisie par la chaîne de télévision israélienne KAN pour représenter Israël au Concours Eurovision de la chanson 2023. Le lendemain, Kirel a elle-même déclaré qu'elle n'avait pas encore officiellement accepté de concourir et qu'elle et son équipe « prendraient une décision plus tard ». Le 10 août, Kirel a annoncé qu'elle avait accepté l'invitation à concourir à l'Eurovision, déclarant : « Avec une décision qui vient du cœur, je mets tout de côté et j'y vais avec une foi totale. J'ai toujours été fière de représenter ce pays. ».
Le 12 mai 2023, après s’être qualifiée pour la finale, elle termine 3e de l’Eurovision.

## Discographie

### Single
| Titre                                          | Année | Positions maximales dans les charts | Album       | Remarques | Label                         |
| Titre                                          | Année | ISR                                 | Album       | Remarques | Label                         |
| ---------------------------------------------- | ----- | ----------------------------------- | ----------- | --- | ----------------------------- |
| Medabrim                                       | 2015  | —                                   | Hors album  | Premier single. Signification française : « Parler ».                                                                  | NMC United Entertainment Ltd. |
| Killer                                         | 2015  | —                                   | Hors album  | Signification française : « Tueur »                                                                                    | NMC United Entertainment Ltd. |
| Yesh Bi Ahava                                  | 2015  | —                                   | Hors album  | Signification française : « Il y a de l'amour en moi ».                                                                | NMC United Entertainment Ltd. |
| Hatzi Meshouga                                 | 2016  | —                                   | Hors album  | Signification française : « Half Crazy ».                                                                              | NMC United Entertainment Ltd. |
| Rak Ata                                        | 2016  | —                                   | Hors album  | Signification française : « Seulement toi ».                                                                           | NMC United Entertainment Ltd. |
| Ten Li Siman                                   | 2016  | —                                   | Hors album  | Signification française : « Fais-moi un signe ».                                                                       | NMC United Entertainment Ltd. |
| Makom Leshinuy (featuring Avior Malsa)         | 2017  | —                                   | Avior Malsa | Signification française : « Une place pour un changement" ».                                                           | NMC United Entertainment Ltd. |
| Kima'at Mefursemet                             | 2017  |                                     | Hors album  | Signification française : « Presque célèbre ». Single promotionnel du film du même nom.                                | NMC United Entertainment Ltd. |
| Etzel Hadoda VeHaDod (with Agam Buhbut)        | 2017  | 3                                   | Hors album  | Signification française - « Chez la tante et l'oncle ». Chanson d'une campagne Bezeq. À l'origine par Danny Sanderson. | NMC United Entertainment Ltd. |
| Tikita (featuring Stéphane Legar)              | 2017  | —                                   | Hors album  | Version hébraïque de "Τι Κοιτάς", à l'origine par Eleni Foureira.                                                      | NMC United Entertainment Ltd. |
| Migibor Leoev                                  | 2018  | —                                   | Hors album  | Signification française : « Du héros à l'ennemi ».                                                                     | NMC United Entertainment Ltd. |
| Ba Li Otcha                                    | 2018  | —                                   | Hors album  | Signification française - « Je te veux ».                                                                              | NMC United Entertainment Ltd. |
| Drum                                           | 2019  | —                                   | Hors album  | Single promotionnel pour une campagne Renuar.                                                                          | NMC United Entertainment Ltd. |
| Hatzuf                                         | 2019  | —                                   | Hors album  | Signification française - « Rude »                                                                                     | NMC United Entertainment Ltd. |
| Pouch                                          | 2019  | sept                                | Hors album  | — | NMC United Entertainment Ltd. |
| SLT                                            | 2019  | —                                   | Hors album  | Les initiales signifient "Sounds Like That". Single promotionnel à une campagne Renuar.                                | NMC United Entertainment Ltd. |
| Meusharim (de Dolli & Penn, with Liran Danino) | 2019  | 1                                   | Hors album  | Signification française : « Heureux »                                                                                  | NMC United Entertainment Ltd. |
| Im Atah Gever                                  | 2020  | 13                                  | Hors album  | Signification française : « Si tu es un homme »                                                                        | NMC United Entertainment Ltd. |
| Million Dollar (featuring Shahar Saul)         | 2020  | 1                                   | Hors album  | — | NMC United Entertainment Ltd. |
| Ambulance (with Jonathan Mergui)               | 2020  | 4                                   | Hors album  | — | NMC United Entertainment Ltd. |
| Yahalomim                                      | 2021  | 2                                   | Hors album  | Signification française : « Diamants »                                                                                 | NMC United Entertainment Ltd. |
| Trilili Tralala (with Ilan Peled)              | 2021  | 1                                   | Hors album  | — |                               |
| Please Don't Suck                              | 2021  | 6                                   | Hors album  | Signification française : « S'il-te-plaît ne craint pas »                                                              | Atlantic Records              |
| Bad Little Thing                               | 2021  | 14                                  |             | Signification française : « Mauvaise petite chose »                                                                    | Atlantic Records              |
| Reashim (with Osher Cohen)                     | 2021  | 1                                   |             | Signification française : « Bruits »                                                                                   | Aroma Music                   |
| Thought About That                             | 2022  | —                                   |             | Signification française : « Fallait y penser »                                                                         | Atlantic Records              |
| Unicorn                                        | 2023  | 1                                   |             | Chanson représentant Israël à l'Eurovision 2023                                                                        | Atlantic Records              |

## Filmographie

### Films
- 2016 : Trolls : DJ Suki (voix israélienne)
- 2017 : Kimaat Mefursemet : Rotem

### Télévision
- 2015 : Pushers
- 2016 : Yom Be'Hayei
- 2017 : Achoti Haftza Kita
- 2017 : Gav Ha'Uma (invitée)
- 2017 - 2018 : LipStar
- 2018 - 2020 : Kfula : Noa Kirel / Libi Omer (rôle principal)
- 2018 - 2019 : Israel's Got Talent (jurée)
- 2018 : Shilton Hatzlalim : Basement Amsalem (rôle récurrent)
- 2019 : Intimi (invitée)
- 2019 : Rising Star (jurée invitée)
- 2020 : Lo Nafsik Lashir (participante)
- 2020 : Beit Sefer Le'Musica (jurée)
- 2021 : Carpool Karaoke Israel (invitée)
- 2022 : Palmach : rôle inconnu (3 épisodes)